# Trisomía 22
La trisomía 22 es una enfermedad que se caracteriza porque las células contienen en su núcleo 3 cromosomas 22, en lugar de los 2 habituales. Es una causa frecuente de aborto espontáneo en el primer trimestre del embarazo. La trisomía 22 es una aneuploidía, grupo de trastornos en los que está alterado el número de cromosomas, la aneuploidía más frecuente es la trisomía 21 o síndrome de Down.

## Frecuencia
La enfermedad se presenta con poca frecuencia, se produce un caso por cada entre 30.000 y 50.000 nacidos vivos, si bien representa el 6% de los abortos espontáneos. Se calcula que solamente uno de cada 1450 niños concebidos con esta anomalía alcanzan la semana 20 de gestación.

## Síntomas
Los síntomas principales consisten en retraso del crecimiento intrauterino, retraso mental grave y malformaciones que afectan a diferentes órganos, incluyendo ojo, cráneo y cara, corazón, riñón y genitales.

## Mosaicismo y trisomía incompleta
Cuando la trisomía 22 es completa, suele producirse aborto precoz y la mayor parte de los fetos que llegan a término fallecen poco antes del nacimiento o inmediatamente después. En algunos casos el trastorno afecto únicamente a algunas células, mientras que el resto tiene una dotación cromosómica normal, fenómeno que se conoce como mosaicismo, en estos pacientes la supervivencia es más elevada y las malformaciones menos graves.
El llamado síndrome del ojo de gato o trisomía 22 parcial, se caracteriza por la existencia de 3 o 4 copias de un fragmento del cromosoma 22 (22q11.2), por lo que puede definirse como una trisomía o tetrasomía incompleta.